# Tarfa bowleyae
Tarfa bowleyae är en tvåvingeart som beskrevs av Mcalpine 2001. Tarfa bowleyae ingår i släktet Tarfa och familjen bredmunsflugor. Inga underarter finns listade i Catalogue of Life.